# Jüdischer Friedhof (Dolgesheim)

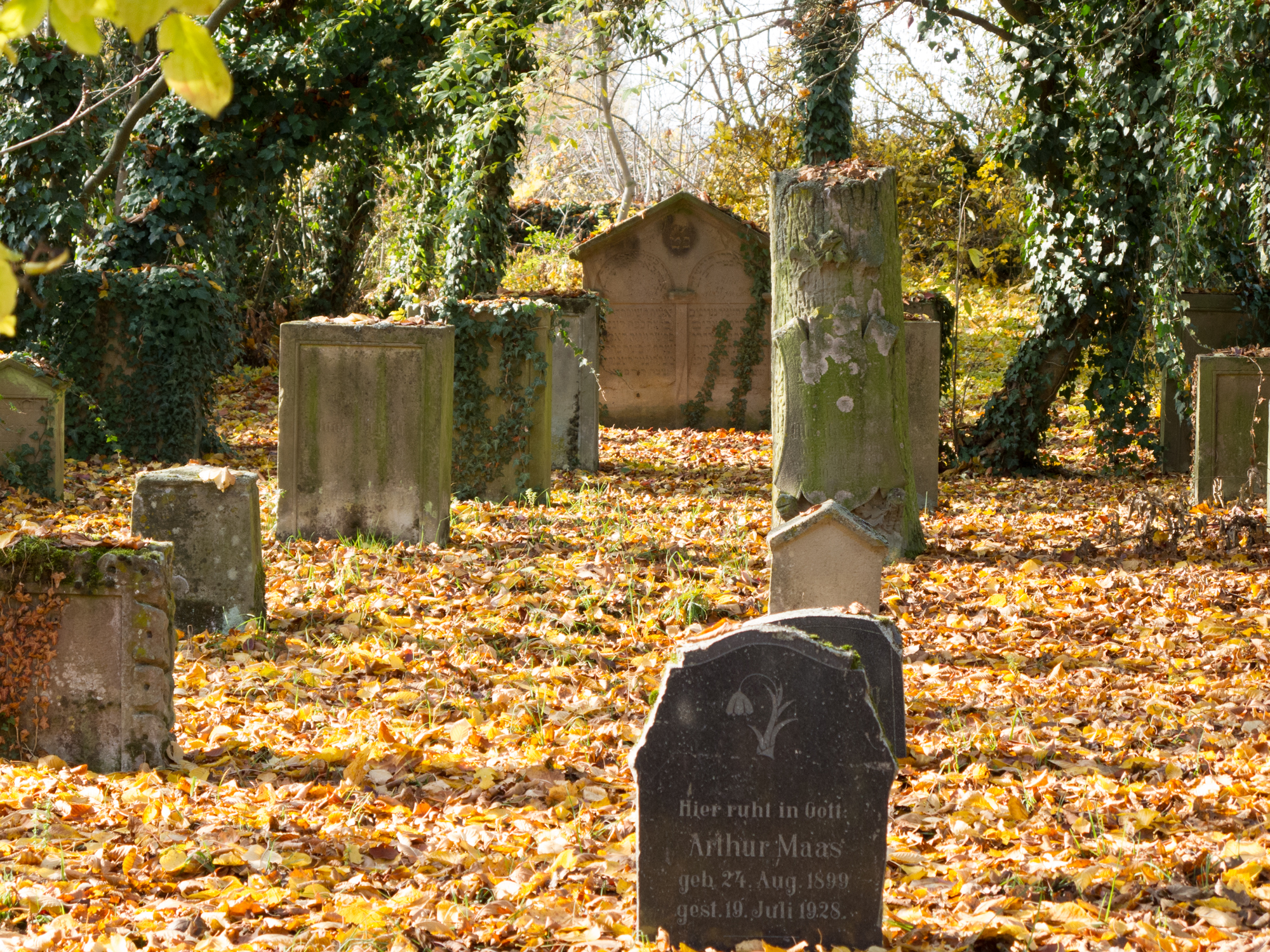
Jüdischer Friedhof in Dolgesheim

Der Jüdische Friedhof in Dolgesheim, einer Ortsgemeinde im Landkreis Mainz-Bingen in Rheinland-Pfalz, wurde 1847 angelegt. Der jüdische Friedhof befindet sich in der Keltenstraße.
Auf dem Friedhof sind noch 25 Grabsteine von 1847 bis 1928 erhalten.